# Undercovers
Undercovers è un album di cover del gruppo musicale statunitense Trixter, pubblicato nel novembre 1994 dalla Backstreet Records.

## Tracce
1. Pump It Up – 3:41 – cover di Elvis Costello
2. 50 Ways to Leave Your Lover – 4:42 – cover di Paul Simon
3. Terrible Lie – 4:24 – cover dei Nine Inch Nails
4. Take the Long Way Home – 5:17 – cover dei Supertramp
5. Dirty Deeds Done Dirt Cheap – 3:56 – cover degli AC/DC
6. Revolution – 3:45 – cover dei The Beatles
7. 50 Ways To Leave Your Lover (unplugged) – 4:30 – cover di Paul Simon
8. (You Gotta) Fight for Your Right (to Party) (live) – 4:05 – cover dei Beastie Boys

## Formazione
- Peter Loran – voce
- Steve Brown – chitarra, armonica, cori
- P.J. Farley – basso, cori
- Mark "Gus" Scott – batteria, percussioni, cori